# Lídice da Mata
Lídice da Mata e Souza (Cachoeira, 12 de março de 1956), é uma política e economista brasileira, exercendo atualmente o cargo de Deputada Federal pelo estado da Bahia. Filiada ao Partido Socialista Brasileiro (PSB), é presidente do diretório estadual de seu partido, também no estado da Bahia. Foi a primeira prefeita de Salvador e primeira senadora da Bahia.

## Vida pessoal e formação acadêmica
Filha de Margarida da Mata e Souza e do sindicalista Aurélio Pereira de Souza, um comunista histórico, Lídice teve intensa participação nas lutas populares pela anistia e na campanha das Diretas Já. Ingressou na Faculdade de Ciências Econômicas da Universidade Federal da Bahia em 1976, formando-se em 1983. Lídice foi eleita a primeira mulher presidente do Diretório Central dos Estudantes (DCE-UFBA, em 1980).

## Carreira política
Lídice foi militante do PCdoB enquanto ainda clandestino, tornando-se presidente do Diretório Central dos Estudantes quando cursava economia pela Universidade Federal da Bahia (UFBA). Iniciou sua vida pública como vereadora pelo MDB, em 1982.  Em sua passagem pela Câmara de Salvador, entre 1983 e 1986, Lídice foi líder da bancada do MDB e do PCdoB, partido ao qual filiou-se logo após sua legalização, em 1985.
Em 1986, elegeu-se pela primeira vez deputada federal com o slogan "mulheres unidas!", participando da Assembleia Nacional Constituinte de 1988, onde foi titular dos seguintes órgãos: Subcomissão do Sistema Eleitoral e Partidos Políticos, da Comissão da Organização Eleitoral, Partidária e Garantia das Instituições. Sendo ainda suplente da Comissão de Sistematização.

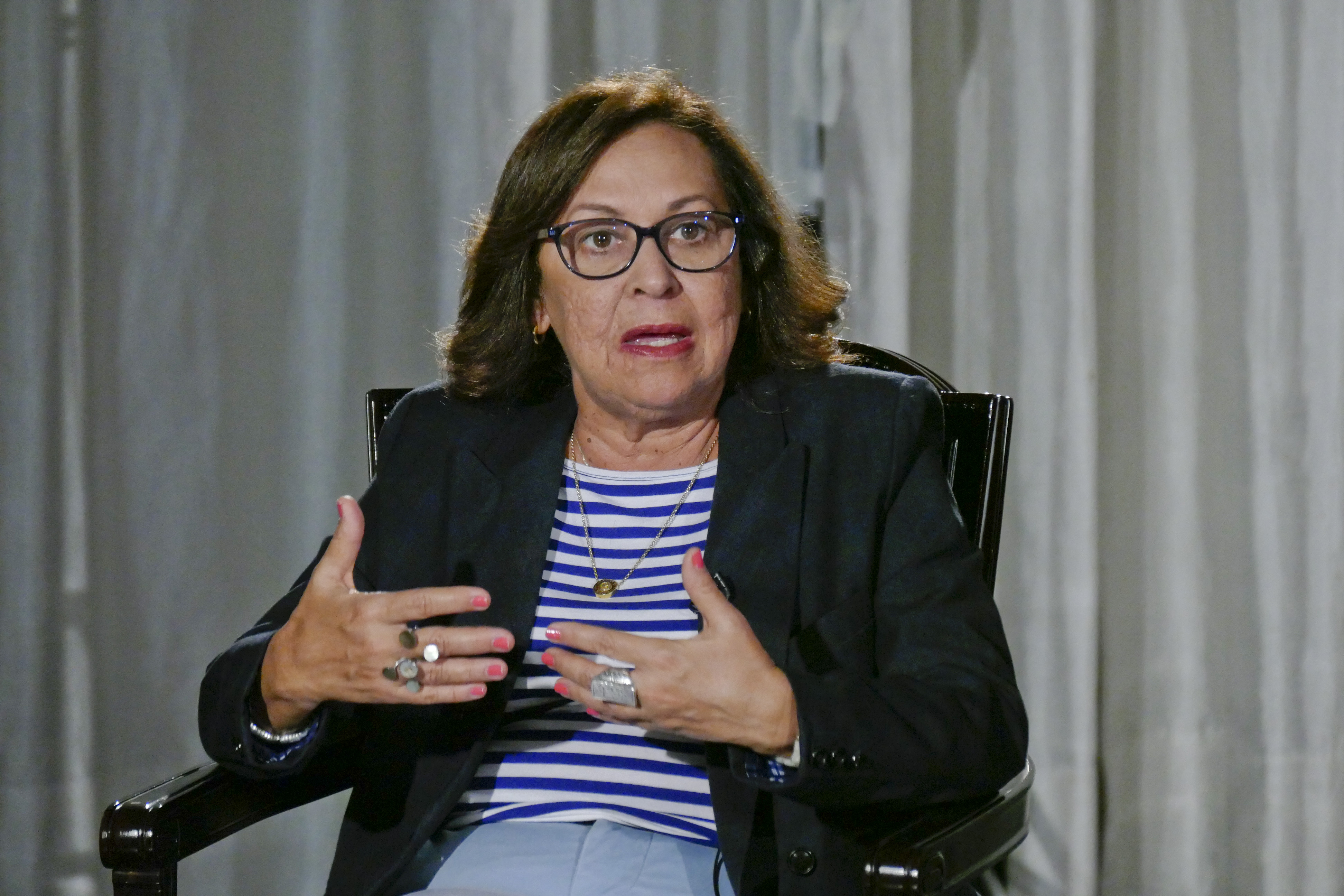
Da Mata em 2018

Votou a favor da legalização do aborto, do rompimento de relações diplomáticas com países que adotavam postura discriminatória, da limitação do direito à propriedade, pela limitação dos encargos da dívida externa, da estatização do sistema financeiro, do limite de 12% ao ano para os juros reais, pela nacionalização do subsolo, do mandado de segurança coletivo, pela soberania popular, da remuneração 50% superior para o trabalho extra, da jornada de trabalho de 40 horas semanais, do turno ininterrupto de seis horas, da unicidade sindical, do voto facultativo aos 16 anos, da criação de um fundo de apoio à reforma agrária, da desapropriação da propriedade produtiva e pela anistia aos micro e pequenos empresários.
Concorreu ao governo da Bahia em 1990, pelo PCdoB, junto a Salete Silva (PSB), com apoio de Bete Wagner do PCB. Perdeu em terceiro lugar para Antônio Carlos Magalhães, do Partido da Frente Liberal (PFL), e Roberto Santos, do PMDB (segundo mais votado).
Em 1992, filiada ao PSDB, Lídice da Mata elegeu-se a primeira prefeita de Salvador, tendo como vice Bete Wagner, agora filiada ao PPS. Sua administração foi conturbada, tendo os últimos meses marcados por manifestações, bloqueios de recursos e uma ameaça de prisão por não pagamento de salário aos servidores públicos do município. Foi posta em 11º lugar entre os prefeitos de capitais, segundo pesquisa do Datafolha realizada em dezembro de 1996. Atribuiu a má gestão ao cerco político de sua oposição, especialmente a TV Bahia, controlada por familiares de Antônio Carlos Magalhães.
Concorreu ao legislativo na Bahia pelo PSB, em 1998. Vencendo, assumiu o mandato em fevereiro do ano seguinte e reelegeu-se em 2002, atuando de 2003 a 2007.
Em 2010, integrando a chapa majoritária do governador Jaques Wagner, foi eleita a primeira senadora da Bahia, com 3.385.300 votos, juntamente com o petista Walter Pinheiro. Seus suplentes eram Nestor Duarte e Juçara Feitosa. Como senadora, durante o processo de impeachment de Dilma Rousseff, votou contra o afastamento da então presidente classificando-o como um "golpe e farsa". Em dezembro de 2016, votou contra a PEC do Teto dos Gastos Públicos. Em julho de 2017, votou contra a reforma trabalhista.
Em outubro de 2017, votou a contra a manutenção do mandato do senador Aécio Neves mostrando-se favorável a decisão da Primeira Turma do Supremo Tribunal Federal no processo onde ele é acusado de corrupção e obstrução da justiça por solicitar dois milhões de reais ao empresário Joesley Batista. Nas eleições de 2018, elegeu-se deputada federal pela Bahia.